# Hanna Ewa Stańska
Hanna Ewa Stańska (ur. 1 stycznia 1935 w Łodzi, zm. 26 lipca 2017 tamże) – polska artystka plastyk, uprawiała grafikę użytkową (m.in. plakat i druki bibliofilskie, ekslibrisy), opracowywała graficznie książki.

## Życiorys
Maturę uzyskała w IX Liceum Ogólnokształcącym im. Jarosława Dąbrowskiego w Łodzi. Studia ukończyła w 1960 w Państwowej Wyższej Szkole Sztuk Plastycznych w Łodzi (od 1996 Akademia Sztuk Pięknych im. Władysława Strzemińskiego) w pracowni prof. Stanisława Byrskiego.
W 1961 została członkinią Związku Polskich Artystów Plastyków w Oddziale Łódzkim. Brała udział w wystawach okręgowych. W 1974 otrzymała medal ZPAP za pracę graficzną.
Pochowana została 2 sierpnia 2017 r. na cmentarzu na Dołach w Łodzi.

### Praca zawodowa
Od ukończenia studiów do 1974 pracowała w Łodzi jako projektantka w przemyśle lekkim, projektowała wzory tkanin i odzież. Od 1974 do przejścia na emeryturę w 1990 była grafikiem w Wydawnictwie Łódzkim, z czasem naczelnym grafikiem, skompletowała zespół grafików z całego kraju. Realizowała tam swoją wizję książki i wydawnictwa.
Zaprojektowała okładki wielu książek, m.in. „Biblioteki literatury jugosłowiańskiej”, zapewniła oprawę graficzną Motorów Emila Zegadłowicza, Ziemi obiecanej Władysława Reymonta, Miłości staropolskiej, Barbary Radziwiłłówny, Człowieka polskiego baroku Zbigniewa Kuchowicza, książki Juliusz Verne – tajemnicza wyspa? profesora Jana Tomkowskiego.
Z książek o tematyce łódzkiej opracowała m.in. Barwny świat mikrofonu, Wspomnienia łódzkich radiowców oraz opracowała graficznie Kwiaty łódzkie. Antologia poezji o Łodzi.

## Twórczość ekslibrisowa
"Pierwsze ekslibrisy stworzyła w 1963, a pasją do tej miniatury graficznej zaraził ją Michał Kuna, łódzki bibliofil, wieloletni prezes Łódzkiego Towarzystwa Przyjaciół Książki. Wymyśliła dla niego kilka ekslibrisów, a także dla innych bibliofilów, była członkinią ŁTPK". Stworzyła ponad 180 ekslibrisów, w tym w latach 2006-2008 prawie 20 z cyklu „dla małolatów“, mających znaczenie dla szerzenia umiłowania książki wśród dzieci, także tych jeszcze nieczytających. Do końca czynna była w ruchu bibliofilsko-graficznym. 

### Udział w wystawach i konkursach
Wystawiała w kraju i za granicą, m.in.: IV Międzynarodowe Biennale pt. „Sport w Sztuce” w Madrycie w 1973, oraz w wystawach towarzyszących Międzynarodowym Kongresom Ekslibrisu: Lubljana 1974, Oxford 1982, Weimar 1984, Utrecht 1986. Była nagradzana na konkursach i przeglądach krajowych małych form grafiki i ekslibrisu m.in. w Ostrowie Wielkopolskim, Bibliotece Śląskiej w Katowicach, Bibliotece Raczyńskich w Poznaniu. W 2013 wzięła udział (na imienne zaproszenie z Wilna) w konkursie i wystawie w związku z Rocznicą Powstania Styczniowego 1863. Prezentowała swoje prace na wystawach indywidualnych (wszystkie z katalogami) m.in. w 1964 i w 1973 r. w BWA w Łodzi, w 1974 r. w Galerii Teatru Wielkiego w Łodzi (grafika), również w 1974 w BWA w Rzeszowie (cykl „Igrzyska”), w 1976 w Książnicy Miejskiej w Łodzi (Biblioteka im. J. Piłsudskiego), w 1979 w Galerii Teatru Wielkiego w Łodzi (grafika, druki bibliofilskie), w 1988 w Miejskiej Galerii Sztuki w Łodzi.

### Prace w zbiorach
Prace autorki znajdują się w zbiorach Muzeum Narodowego w Warszawie, Muzeum Narodowym we Wrocławiu i w Muzeum Okręgowym w Rzeszowie. Natomiast w Łodzi prace artystki znajdują się w Bibliotece UŁ, Wojewódzkiej Bibliotece Publicznej im. Józefa Piłsudskiego, w Muzeum Miasta Łodzi i in. Także w zbiorach prywatnych w kraju oraz za granicą.

### Wybrane wystawy ekslibrisu indywidualne i zbiorowe
W 2004 w Galerii Ekslibrisu „Podgórze” w Krakowie (grafiki i ekslibrisy, autorem katalogu był Andrzej Znamirowski, krakowski bibliofil, prowadzący Galerię Ekslibrisu w DK „Podgórze“). W 2007 też w Krakowie wystawiła „Ekslibrisy i znaki własnościowe dla małolatów od 4 - 14 lat”. W 2015 i 2016 wystawiła ekslibrisy na 3 wystawach:
- Wystawa indywidualna „Hanna Ewa Stańska. Ekslibrisy łodzian” w Widzewskiej Galerii Ekslibrisu w Łodzi w 2015 otwierała obchody 25-lecia Galerii, pod patronatem Prezydent miasta Łodzi Hanny Zdanowskiej[7][8]
- 20 jej ekslibrisów były wystawionych na wystawie zbiorowej „500 lat ekslibrisu polskiego” zorganizowanej w Pedagogicznej Bibliotece Wojewódzkiej w Krakowie wiosną 2016 r. z katalogiem zatytułowanym „Książka i ekslibris”[9]
- 15 ekslibrisów jej autorstwa eksponowane było na wystawie zbiorowej „500 lat polskiego ekslibrisu” w 2016 r. w Miejskiej Galerii Sztuki w Łodzi.

## Odznaczenia
- Odznaka „Zasłużony Działacz Kultury”